# Goachirové

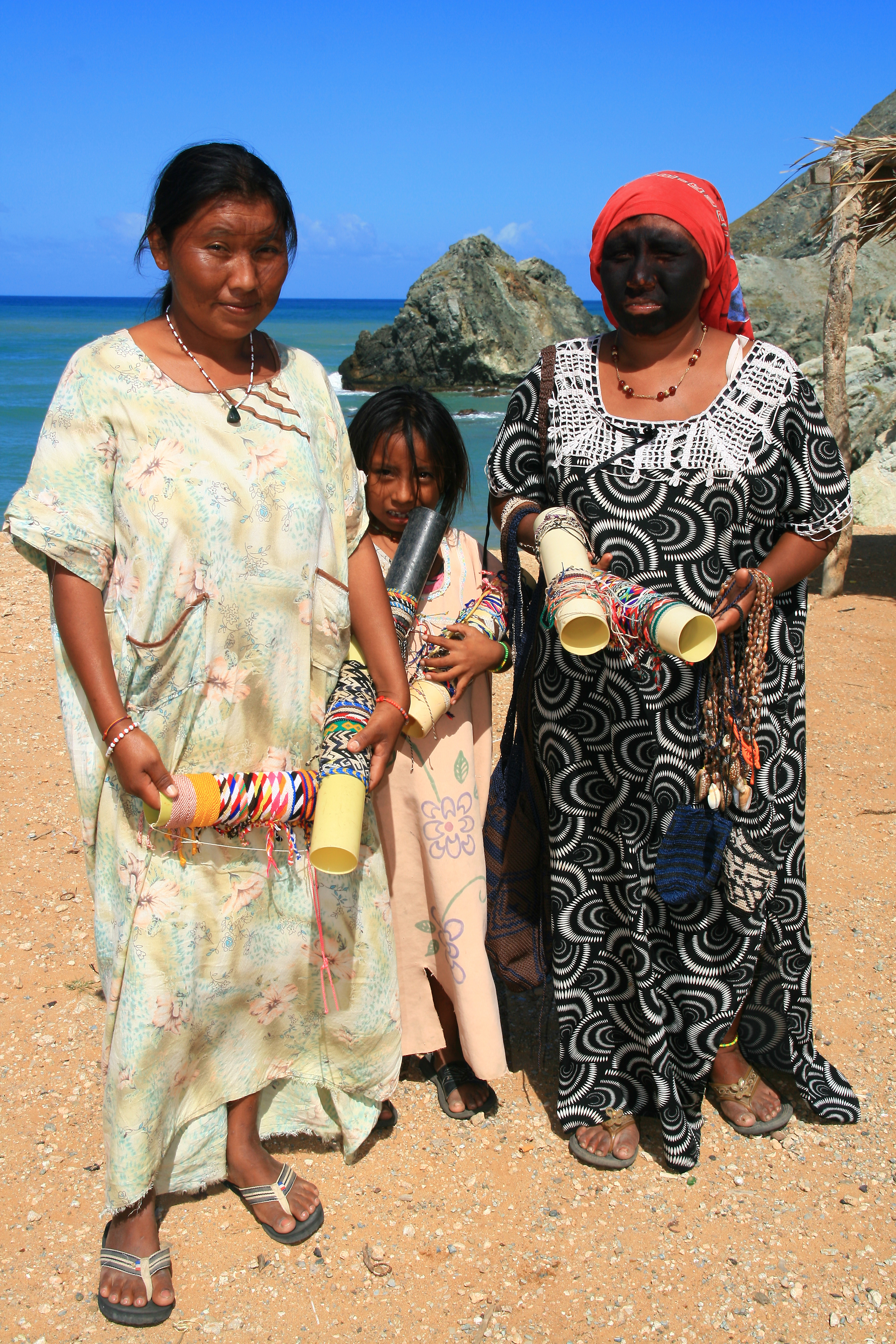
Goachirští řemeslníci

Goachirové (nebo Goahiro, Guajiro) či Wayuuové je etnická skupina jihoamerických indiánů, žijící na hranicích Venezuely a Kolumbie, především na stejnojmenném poloostrově na severu uvedených zemí. Hovoří jazykem náležícícm k aravacké jazykové rodině. Odhady jejich početnosti se různí, v literatuře se můžeme setkat s údaji od 50 000 až po 127 000 osob. Goachirové byli v posledních dvou staletích vystaveni silné akulturací, jejich jazyk i tradiční kultura proto dnes mizí.

## Pojmenování
Název Goachirové (Guajiro) těmto indiánům dali španělští osadníci, sami Goachirové se označují jako Wayuu.

## Tradiční kultura

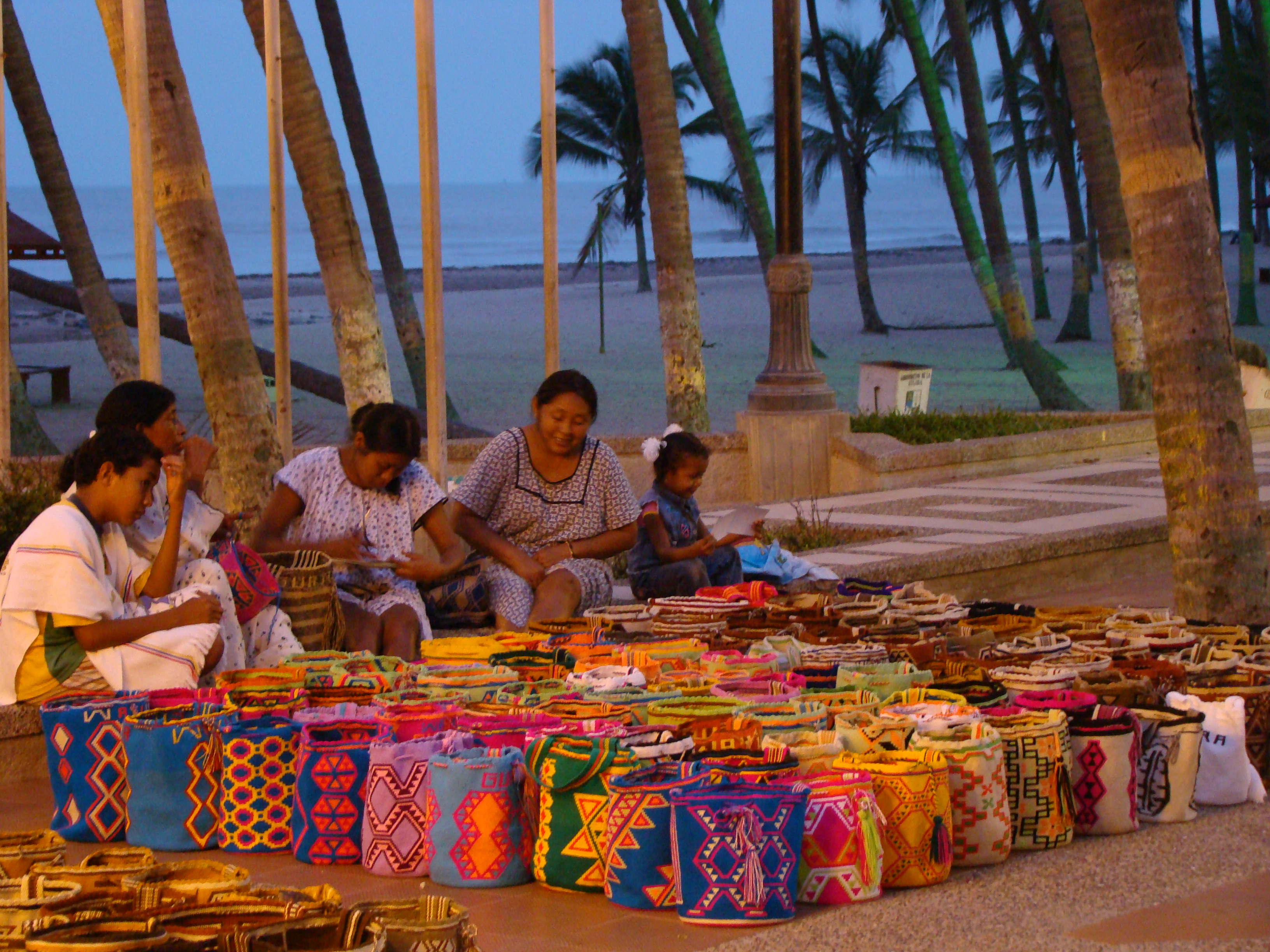
Domorodí obyvatelé Wayuu, tkalci batohů v Camellón de Riohacha

Goachirové byli původně lovci a sběrači a především rybáři (žijí z větší části na pobřeží Karibského moře). Po příchodu bělochů si rychle osvojili chov dobytka a koní i železné nástroje. Naučili se také pěstovat marihuanu a vyrábět alkohol, s nimiž dodnes obchodují. Odedávna těžili mořskou sůl a lovili perly, také s tímto zbožím dodnes obchodují. Alkoholismus je dodnes velkým problémem, který zapříčinil rozpad tradiční společnosti i chudobu. V minulosti odcházeli mladí muži často do služby na ranče španělských osadníků, kde živořili v podmínkách blízkých otroctví.

## Společnost

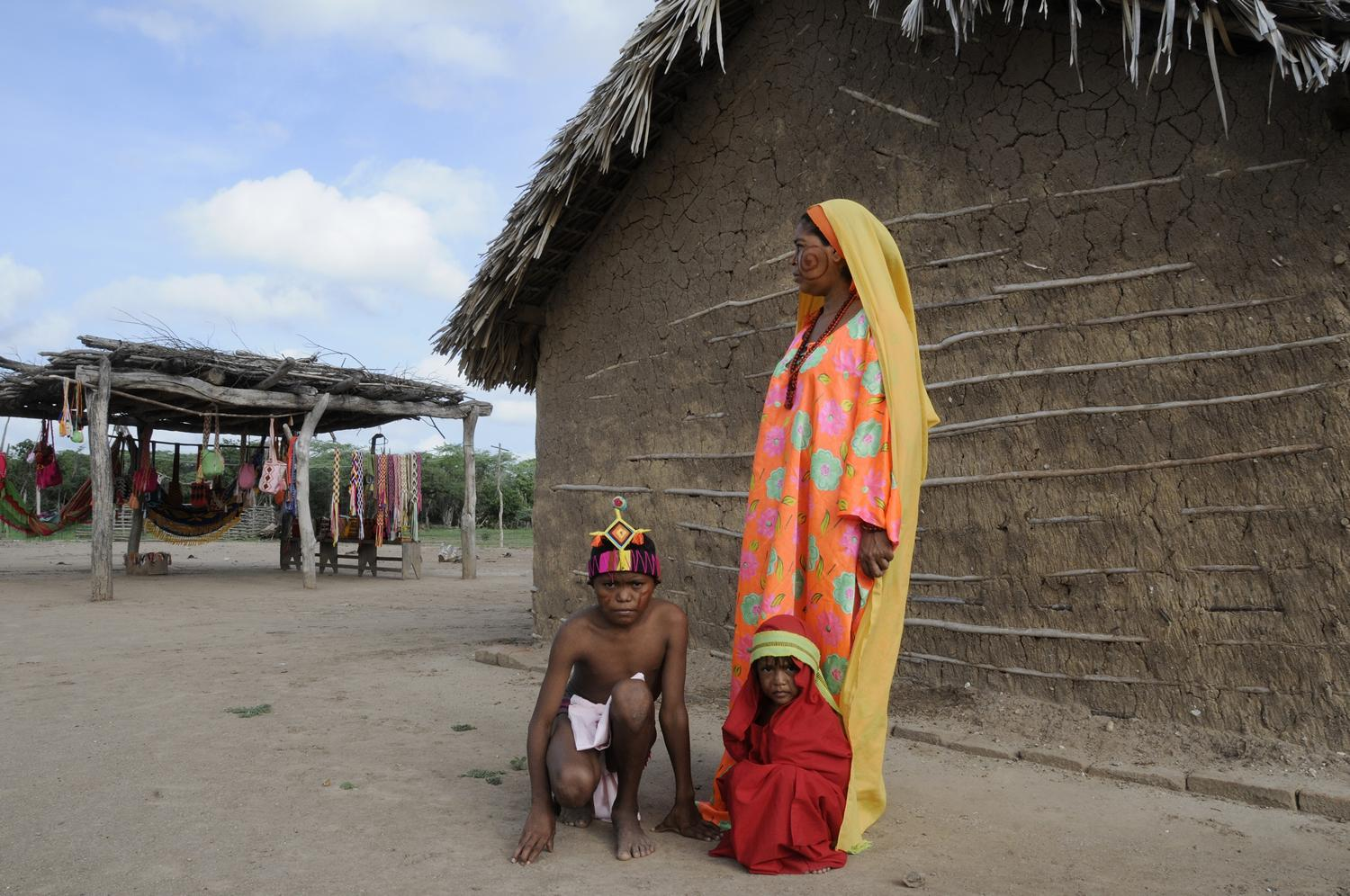
Matka s dětmi ve vesnici Wayuu

Styk s evropskou kulturou zapříčinil, že pro Goachiry typická matrilokalita se postupně přetváří v avunkulokalitu až patrilokalitu a začíná převládat patrilineární uspořádání. Goachirové neměli ve své kultuře místo pro okázalé rituály, jediným významným obřadem byla iniciace dospívajících dívek. Po první menstruaci byly izolovány v malé chýši, kam je příbuzní chodili pouze krmit. U vyšších vrstev mohla tato izolace trvat snad až dva roky.

## Mytologie a náboženství
Goachirové si dodnes udrželi tradiční šamanismus. jeho současná podoba je však už ovlivněná křesťanstvím. Mezi šamany převažují ženy a jejich rituály jsou většinou tiché a nenápadné. V mýtech Goachirů se vypráví, že koně a dobytek žili v jejich zemi již před příchodem Španělů (jimž říkají alíjuna). To ovšem neodpovídá skutečnosti.
Goachirskou mytologii popsal etnolog Michel Perrin v práci Cesta mrtvých indiánů. Hlavní úlohu v ní mají tři božstva: Juyá, Pulówi a Wanili.
- bůh Juyá představuje mužský princip. Jeho postava je spojena s nebem, deštěm, životem a jinými pozitivními aspekty. Je obdařem mimořádnou sílou. V mýtech vystupuje jako velký kouzelník, svůdce a válečník. Jeho oštěpem je blesk.
- bohyně Pulówi je naopak spojena se smrtí, zemí, mořem, suchem a nebezpečnými místy. Představuje ženský prvek. Jsou jí podřízeni různí zlí duchové. V mýtech se vyskytuje v různých aspektech a podobách (mořská Pulówi, zemní Pulówi aj).
- Wanili je zlý duch, který dokáže měnit podobu. Proměňuje se v různá zvířata i ve člověka. Napadá noční poutníky, osamělé lovce a nebo po lidech střílí své šípy, jimiž způsobuje nemoci.